# Satoru Mochizuki
Satoru Mochizuki, (望月 聡) född 18 maj 1964 i Shiga prefektur, Japan, är en japansk tidigare fotbollsspelare.